# Oswald Morris
Oswald Morris (Ruislip, 22 de novembro de 1915 — Dorset, 17 de março de 2014) foi um diretor de fotografia britânico. Venceu o Oscar de melhor fotografia na edição de 1972 por Fiddler on the Roof.